# Raciborowice Górne
Raciborowice Górne (do 1945 niem. Ober Groß Hartmannsdorf) – wieś sołecka w Polsce, położona w województwie dolnośląskim, w powiecie bolesławieckim, w gminie Warta Bolesławiecka, na Pogórzu Kaczawskim w Sudetach. W latach 1975–1998 miejscowość administracyjnie należała do województwa legnickiego.
Najstarsza wzmianka o Raciborowicach pochodzi z roku 1268. W miarę rozwoju wieś podzieliła się na Raciborowice Górne i Raciborowice Dolne. Przez kilka wieków wieś była lennem rodu von Zedlitz, następnie von Frankenberg. Po 1945 we wsi zamieszkali obywatele polscy wysiedleni z Kresów Wschodnich (terenów dzisiejszej Ukrainy, Białorusi a także Wileńszczyzny), reemigranci z Jugosławii i Francji oraz osadnicy z centralnej Polski.
W Raciborowicach Górnych znajdują się przychodnia podstawowej opieki zdrowotnej, dom kultury oraz jednostka Ochotniczej Straży Pożarnej. We wsi znajdują się trzy obiekty wpisane do rejestru zabytków – kościół św. Michała Archanioła, nieczynny cmentarz przy kościele oraz plebania. W miejscowości funkcjonuje klub sportowy Raciborowice oraz Stowarzyszenie Miłośników Wsi Raciborowice. Zamieszkuje ją 1397 osób (NSP 2011).

## Geografia

### Położenie
Wieś Raciborowice Górne według regionalizacji fizycznogeograficznej Jerzego Kondrackiego leży na obszarze megaregionu Pozaalpejska Europa Środkowa, prowincji Masyw Czeski, podprowincji Sudety z Przedgórzem Sudeckim, makroregionu Pogórze Zachodniosudeckie, mezoregionu Pogórze Kaczawskie, mikroregionu Pogórze Bolesławieckie.
Wieś jest ogniwem łańcucha osadniczego o długości 5,6 km położonego nad Bobrzycą, który tworzą wsie Iwiny – Raciborowice Dolne – Raciborowice Górne – Sędzimirów.
Miejscowość znajduje się przy drodze powiatowej nr 2278G Iwiny – Pielgrzymka, między wsiami Raciborowice Dolne i Sędzimirów (3 km). Będąca siedzibą władz gminy miejscowość Warta Bolesławiecka odległa jest o 7 km. Najbliższymi miastami są Bolesławiec (16 km), Złotoryja (26 km) i Lwówek Śląski (16 km).

### Rzeźba terenu
Rzeźba terenu wsi w głównej mierze została ukształtowana w okresie plejstoceńskim, w wyniku akumulacji materiału skalnego niesionego przez lodowiec podczas drugiego na terenie obecnej Polski zlodowacenia środkowopolskiego. Efektem tej działalności rzeźbotwórczej jest terasa akumulacyjna, na której położona jest wieś. Wysokości bezwzględne wahają się pomiędzy 220 m n.p.m. w dolinie Bobrzycy do około 260 m n.p.m. w kierunku Grodźca. Do większych wzniesień należy góra Trawnik o wysokości 262,7 m n.p.m.

### Geologia
Raciborowice Górne leżą na obszarze depresji północnosudeckiej, której utwory miejscami przykryte są osadami plejstocenu i holocenu. We wsi i jej najbliższej okolicy można spotkać wystąpienia, a czasami złoża środkowotriasowego wapienia muszlowego, dolnotriasowego czerwonego piaskowca, górnokredowego białego lub żółtego piaskowca, permskiej (cechsztyńskiej), oraz plejstoceńskich: glin, piasków i żwirów. Na terenie Wartowic, Warty Bolesławieckiej, Raciborowic Dolnych i Górnych rozpoznano złoże rud miedzi.

### Gleby
Na terenie wsi występują gleby bielicowe wytworzonych z piasków, glin, iłów oraz lessów (60%) oraz gleb brunatnych wytworzonych z lessów (34%) oraz mady (4%) i czarne ziemie (2%). Gleby murszowe i glejowe występują fragmentarycznie i nie stanowią nawet 1% areału użytków rolnych.
| Klasa gruntu ornego | Powierzchnia [ha] | Powierzchnia [%] |
| ------------------- | ----------------- | ---------------- |
| I                   | 0                 | 0                |
| II                  | 0,58              | 0,1              |
| IIIa                | 248,92            | 26,9             |
| IIIb                | 299,45            | 32,4             |
| IVa                 | 192,07            | 20,7             |
| IVb                 | 142,97            | 15,5             |
| V                   | 39,80             | 4,3              |
| VI                  | 1,53              | 0,1              |
| Razem               | 925,32            | 100,0            |

### Klimat
Według podziału na regiony klimatyczne według A. Schmucka obszar wsi leży w przedgórskim regionie klimatycznym, natomiast według klasyfikacji klimatycznej W. Okołowicza w śląsko-wielkopolskim regionie klimatycznym. Panuje tu klimat umiarkowany przejściowy (między klimatem morskim a kontynentalnym). Największy wpływ na klimat miejscowości ma wpływ oceanicznych mas powietrza oraz górskiego klimatu Sudetów i Przedgórza Sudeckiego. Przeważają wiatry z kierunków zachodnich, południowych i południowo-zachodnich. Na klimat lokalny wpływ ma przede wszystkim rzeźba terenu, występujące kompleksy leśne i podłoże glebowe.
| Cechy charakterystyczne klimatu gminy Warta Bolesławiecka | Cechy charakterystyczne klimatu gminy Warta Bolesławiecka |
| --------------------------------------------------------- | --------------------------------------------------------- |
| Średnia temperatura roczna powietrza                      | +7,5 – 7,8 °C                                             |
| Najcieplejszy miesiąc                                     | Lipiec +16,9 – 18,0 °C                                    |
| Długość okresu wegetacyjnego                              | 220 dni                                                   |
| Maksymalne sumy opadów dobowych                           | > 60 mm                                                   |
| Kierunek wiatrów przeważających                           | zachodni                                                  |
| Średnia prędkość wiatrów                                  | 2,5 m/s                                                   |

### Struktura użytkowania gruntów
Struktura użytkowania gruntów w obrębie miejscowości:
| Wyszczególnienie                             | Powierzchnia [ha] | Udział % w ogólnej powierzchni obrębu |
| -------------------------------------------- | ----------------- | ------------------------------------- |
| Grunty zabudowane i zurbanizowane            | 52,86             | 3,65                                  |
| Lasy i grunty leśne                          | 183,60            | 12,7                                  |
| Grunty zadrzewione i zakrzewione             | 13,04             | 0,9                                   |
| Łąki i pastwiska trwałe                      | 140,94            | 13,16                                 |
| Grunty orne                                  | 925,32            | 63,88                                 |
| Sady                                         | 2,07              | 0,14                                  |
| Nieużytki                                    | 53,78             | 3,71                                  |
| Drogi                                        | 56,19             | 3,88                                  |
| Rowy                                         | 4,63              | 0,3                                   |
| Grunty pod wodami powierzchniowymi płynącymi | 2,63              | 0,18                                  |
| Grunty pod wodami powierzchniowymi stojącymi | 0,13              | 0,01                                  |
| Użytek ekologiczny                           | –                 | –                                     |
| Tereny różne                                 | –                 | –                                     |
| Razem                                        | 1448,52           | 100                                   |

## Demografia
| Struktura ludności według płci (Narodowy Spis Powszechny 2011) |        |        |         |         |           |           |
| Opis                                                           | Ogółem | Ogółem | Kobiety | Kobiety | Mężczyźni | Mężczyźni |
| jednostka                                                      | osób   | %      | osób    | %       | osób      | %         |
| populacja                                                      | 1397   | 100    | 720     | 51,5    | 677       | 48,5      |
| gęstość zaludnienia                                            | 96,1   | 96,1   | 49,7    | 49,7    | 46,7      | 46,7      |

| Struktura ludności według wykształcenia (Narodowy Spis Powszechny 2002) |      |            |          |         |        |
|                                                                         | brak | podstawowe | zawodowe | średnie | wyższe |
| osób                                                                    | 72   | 484        | 371      | 252     | 31     |
| kobiet                                                                  | 56   | 253        | 140      | 148     | 24     |
| mężczyzn                                                                | 16   | 231        | 231      | 104     | 7      |

W okresie po II wojnie światowej Raciborowice Dolne i Górne zasiedlili w 16% obywatele polscy wysiedleni z Kresów Wschodnich (terenów dzisiejszej Ukrainy, Białorusi a także Wileńszczyzny), w 40% – z centralnej Polski, 40% – reemigranci z Jugosławii, około 3% ludności stanowili Niemcy i autochtoni, a 1% Polacy, którzy przybyli z terenu Francji.
|  |

W Raciborowicach Górnych na 100 mężczyzn przypadają 103 kobiety. W większości przedziałów wiekowych populacja jest zrównoważona, tylko w przedziale 20-29 lat występuje przewaga mężczyzn.
|  |

## Toponimia
Niemiecka nazwa wsi pochodzi od popularnego w średniowieczu wśród niższych warstw społecznych imienia „Hartmann” (silny człowiek), być może od założyciela wsi o tym imieniu (w dokumencie księcia Konrada I głogowskiego z tego okresu odnotowany jest notariusz o imieniu Hartmann).
Utrwalone w historycznych notatkach zapisy nazwy wsi to:
- Hartmanni villa, Hoartsdorf (1268)
- Hartmannsdorf (1370)
- Nedirn Hartmansdorff' (1376)
- Großharttßdorff, Großharttsdorff (1668)
- Ober Gross Hartmannsdorff (1726)
- Ober Hartmannsdorf (1765)
- Hartsdorf, Ober Gross-Hartmannsdorf (1789)
- Ober Gross-hartmannsdorf (1871)
- Groß Hartmannsdorf (1933)
- Hermanówka (1945)
- Przedgrodzie (1945)
- Podgrodzie Górne (1946)
- Hermanowice Górne (1946)

Polska nazwa Raciborowice Górne została nadana 12 listopada 1946 zgodnie z Rozporządzeniem Ministrów: Administracji Publicznej i Ziem Odzyskanych o przywróceniu i ustaleniu urzędowych nazw miejscowości.

## Historia
Raciborowice zostały założone około roku 1200 przez kolonistów niemieckich jako wieś na prawie magdeburskim. Po raz pierwszy wzmiankowane jako Hartmanni villa w 1268. W dalszym okresie wieś stanowiła posiadłość rycerską. W miarę rozwoju wieś podzieliła się na część górną (obecne Raciborowice Górne) i część dolną (obecne Raciborowice Dolne). Pierwszym znanym właścicielem folwarku był w 1468 Jonne von Redern, natomiast pierwszym znanym dziedzicem był w 1491 Krzysztof Rupprecht. W 1492 odnotowano istnienie kamieniołomu we wsi. W latach 1496–1654 wieś była własnością rodu von Zedlitz. We wsi powstał renesansowy Górny Dwór, którego budowę ukończono w 1540. Następnymi właścicielami był ród von Schellendorf, a kolejnym ród von Frankenberg, w którego rękach pozostawał do roku 1852. W okresie wojny trzydziestoletniej wieś nie została zniszczona.
W latach 1802–1805 Raciborowice Górne zostały podzielone na 50 osobnych parceli, a dwór, podzielony na niezależne części, zamieszkiwało sześciu różnych właścicieli, w wyniku czego szybko popadł w ruinę.
W trakcie wojen napoleońskich we wsi doszło do starcia oddziału niemieckich partyzantów złożonego ze szwadronu huzarów oraz ochotniczego oddziału kozaków dowodzonego przez płk. Aleksandra Samjonowicza Ungera z nieznanym oddziałem wojsk napoleońskich, w wyniku którego oddział napoleoński został całkowicie rozbity, wszyscy żołnierze pochodzenia francuskiego zginęli, natomiast żołnierze pochodzenia włoskiego i hiszpańskiego zostali wzięci do niewoli.
Król pruski Fryderyk Wilhelm IV wydał nakaz w sprawie majątku 23 stycznia 1846, nakaz ten został rozszerzony przez nadprezydenta prowincji śląskiej Johanna Eduarda von Schleinitza 27 lutego 1862. Ostatni właściciel, hrabia Josef von Frankenberg, sprzedał nieistniejące już w rzeczywistości prawa do dworu 25 czerwca 1852 mistrzowi krawieckiemu Antoniemu Menzelowi z Warty Bolesławieckiej za kwotę 10 srebrnych groszy, który zrezygnował z wykonywania wszystkich przynależnych mu praw.
W 1864 wieś zamieszkiwało 36 kmieci i 203 chałupników, w tym kupiec, 6 handlarzy, 6 tkaczy i 21 innych rzemieślników. Na jej terenie znajdowały się kościół katolicki z plebanią oraz ze szkołą z nauczycielem, kościół ewangelicki z pastorówką oraz ze szkołą z jedną filią (druga filia znajdowała się na terenie Raciborowic Dolnych), 2 młyny wodne, wiatrak, kamieniołom oraz wapiennik. W 1869 roku we wsi powstała apteka, a w 1872 urząd pocztowy. W latach 1896–1898 oraz 1905 wybudowano drogę powiatową z Iwin o długości 6,9 km. W 1906 otwarto we wsi stację kolejową na linię kolejową kolejki bolesławieckiej Bolesławiec Wschód – Nowa Wieś Grodziska.
Na początku XX wieku we wsi znajdowało się kilkadziesiąt bogatych gospodarstw posiadanych przez chłopów (bauerów), dziedziczonych z ojca na syna. Do największych należały gospodarstwa nr 306 będące własnością Richarda Gierschnera i jego rodziny od roku 1850 oraz nr 72 będące własnością Ericha Weickerta i jego rodziny od 120 lat.
W okresie I wojny światowej na terenie wsi przebywali jeńcy wojenni, głównie rosyjscy, którzy pracowali przy ścince drzewa, w gospodarstwach rolnych oraz w zakładzie wapienniczym, z których wielu po zakończeniu działań wojennych osiedliło się na terenie Niemiec.
Podczas II wojny światowej na terenie wsi znajdował się obóz dla jeńców sowieckich oraz robotników przymusowych z terenów Polski oraz Związku Sowieckiego. Z powodu złych warunków panujących w obozie panowała w nim wysoka śmiertelność. Pierwsze trzy pochówki zostały odnotowane w Księdze Zgonów parafii katolickiej (w pierwszych dwóch przypadkach odnotowano tylko nr nieśmiertelników 49054 i 49092, w trzecim wypadku tylko nazwisko Popow), kolejne ofiary były chowane w lesie w miejscu położonym ok. 2 km od baraków. Pod koniec lat 50. dokonano uroczystej ekshumacji i ciała ofiar przeniesiono na cmentarz Armii Czerwonej w Bolesławcu. 13 lutego 1945 nie zniszczona wieś została zajętą przez wojska sowieckie. Podczas walk niedaleko dworca kolejowego zostały zniszczone 4 niemieckie czołgi.
Po 1945 we wsi zamieszkali obywatele polscy wysiedleni z Kresów Wschodnich (terenów dzisiejszej Ukrainy, Białorusi a także Wileńszczyzny), reemigranci z Jugosławii i Francji oraz osadnicy z centralnej Polski, natomiast ludność niemiecka została stopniowo wysiedlona na tereny sowieckiej strefy okupacyjnej Niemiec. W 1945 na terenie Raciborowic zamieszkiwało 300 Niemców, 190 Polaków, którzy posiadali 12 koni i 3 krowy.
Na początku lat 50. korzystnie na rozwój wsi wpłynęło uruchomienie kopalni oraz zakładu przetwórczego miedzi „Konrad” w Iwinach i cementowni „Podgrodzie”. W latach 1955–1958 we wsi prowadził działalność Rolniczy Zespół Spółdzielczy „Zdobycz Chłopska”. W latach 1958–1986 we wsi istniało państwowe gospodarstwo rolne należące do Wojewódzkiego Szpitala dla Nerwowo i Psychicznie Chorych w Bolesławcu, w którym pracowali pacjenci znający się na hodowli zwierząt i uprawie roli. 13 grudnia 1967 roku doszło do przerwania grobli zbiornika osadów poflotacyjnych przy kopalni miedzi w Iwinach, ale fala powodziowa, idąca w górę dolinę Bobrzycy, zatrzymała się w Raciborowicach Dolnych i nie dotarła do wsi.

### Cementownia „Podgrodzie”
W 1914 Saksońsko-Czeskie Towarzystwo Cementowe (Sächsich-Böhmische Portlandzementgesselschaft) zakupiło działkę w Raciborowicach Górnych i rozpoczęło budowę cementowni. Wybuch I wojny światowej spowodował przerwanie prac. Z powodu hiperinflacji, która nastąpiła po wojnie, prace rozpoczęto ponownie w 1923, z niewielkimi nakładami finansowymi i za pomocą używanych maszyn. W 1927 syn właściciela zakładu wapienniczego w Raciborowicach Dolnych, Egon Pralle, objął zakład i latem 1927 Kalkwerk Groß Hartmmnnsdorf G.m.b.H. in Groß Hartmmnnsdorf bei Bunzlau in Schlesien rozpoczęła produkcję z dwoma piecami szybowymi. W 1928 rozbudowano cementownię (wybudowano 2 nowe piece szybowe, zakupiono dwie trzykomorowe kruszarki o mocy 350 KM do surowca i dwie trzykomorowe kruszarki o mocy 500 KM do mielenia cementu). W kolejnych latach zbudowano silosy na surowiec i cement, rozbudowano budynki oraz bocznicę kolejową oraz zbudowano dwa kolejne piece szybowe. W 1934 zakupiono cały kamieniołom wapienny należący do Sächsich-Böhmische Portlandzement-Fabrik. Przed II wojną światową zakupiono elektryczne pojazdy gąsienicowe, gąsienicowy pojazd z łyżką oraz elektryczną koparkę. Podczas II wojny światowej w fabryce pracowało około 700 jeńców sowieckich oraz robotników przymusowych z terenów II Rzeczypospolitej oraz ZSRR. W okresie wojny rozpoczęto konstrukcję nowego typu kruszarki/przesiewacza. W 1945 niemal ukończona konstrukcja została wywieziona przez żołnierzy sowieckich.
11 lutego 1945 ewakuujący się Niemcy ukryli część maszyn w okolicznych lasach, ale zakład był w stanie umożliwiającym jego natychmiastowe uruchomienie. W 1946 rozpoczęto produkcję i wyprodukowano 12 000 ton cementu. Na początku lat 50. do zakładu zaproszono byłego dyrektora Egona Prallego, aby z jego pomocą usprawnić funkcjonowanie procesów technologicznych. W 1963 planowano zamknięcie zakładu, jednakże po objęciu kierownictwa przez głównego technologa Zbigniewa Mikołajewskiego, zdecydowano o jego dalszym funkcjonowaniu. Po zmianie technologii produkcji i zainstalowaniu talerzy granulacyjnych zdolność produkcji zakładu wzrosła do 300 000 ton cementu rocznie. W 1984 zamontowano instalację odpylającą, która pozwoliła zredukować o 90% dotychczasową, sięgająca w 1983 8000 ton, remisję pyłów. W kolejnych latach produkcja cementu zmalała do 220 000 ton rocznie, natomiast produkcja wapna hydraulicznego, którego zakład był jedynym dużym producentem w Polsce, wynosiła 50 000 ton rocznie.
W 1987 zakończono produkcję cementu, a fabrykę przekształcono w wapiennik. W 1991 przeprowadzono proces upadłościowy cementowni „Podgrodzie”. W 1994 zadłużony na 30 mld zł zakład i złoże zakupiła niemiecka firma „Klösters” za 50 mld złotych (kwota zadłużenia i cena zakupu w złotych przed denominacją). W 1995 wyburzono budynki starego zakładu i przygotowano odkrywkę wapieni i margli. W 2002 nowy właściciel zawiesił budowę. W 2003 teren po cementowni wraz z kopalnią odkrywkową zakupiła Górażdże Cement S.A. W 2015 roku zakład nadal jest nieczynny.

## Architektura

### Obiekty zabytkowe

#### Wpisane do rejestru zabytków
Do wojewódzkiego rejestru zabytków wpisane są:
- kościół św. Michała Archanioła (nr rej.: A/3158/432 z 16.12.1958)
- nieczynny cmentarz przy kościele (nr rej.: A/3160/781/L z 28.12.1987)
- plebania (nr rej.: A/3159/1311 z 11.05.1965)

#### Wpisane do ewidencji zabytków
W Raciborowicach Górnych zachowały liczne obiekty starej zabudowy wsi o cechach budowy z pogranicza śląsko-łużyckiego o przeciętnej wartości. Przeważają duże murowane gospodarstwa, cześć budynków zachowała kamienne portale lub obramienia okienne. Zachowały się domy o konstrukcji szachulcowej oraz domy przysłupowe.

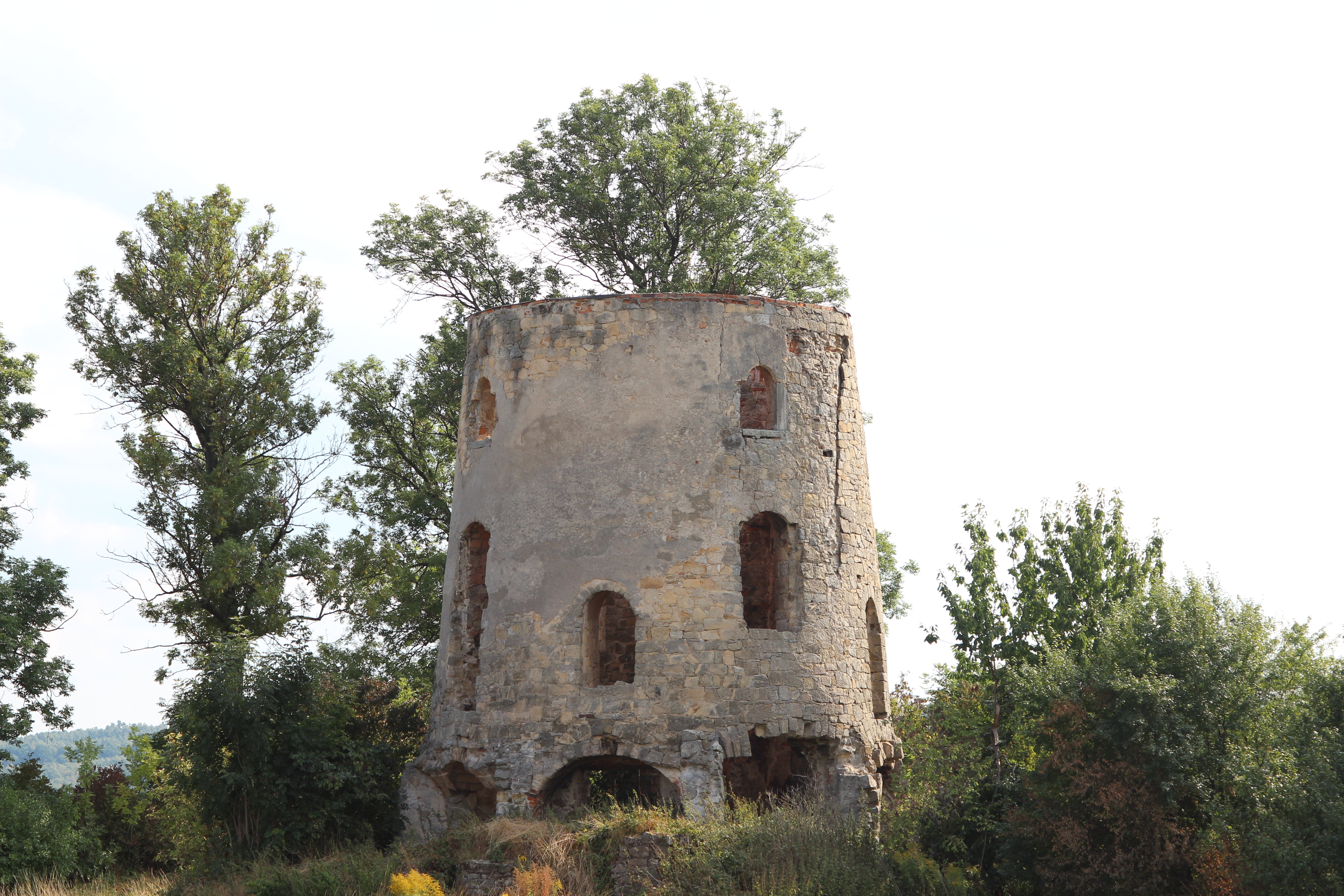
Ruiny młyna.

| Obiekty znajdujące się w spisie konserwatorskim dóbr kultury | Obiekty znajdujące się w spisie konserwatorskim dóbr kultury | Obiekty znajdujące się w spisie konserwatorskim dóbr kultury |
| Numer domu                                                   | Obiekt                                                       | Czas powstania                                               |
| ------------------------------------------------------------ | ------------------------------------------------------------ | ------------------------------------------------------------ |
| 6                                                            | - budynek mieszkalno – gospodarczy - stodoła I i II          | 1764 1906                                                    |
| 13                                                           | - dom mieszkalny - obora - budynek gospodarczy               | 1911 1839 1828                                               |
| 20                                                           | dom mieszkalno – gospodarczy                                 | III ćw. XIX w.                                               |
| 23                                                           | - dom mieszkalny - obora                                     | I poł. XIX w. 1912                                           |
| 24                                                           | dom mieszkalno – gospodarczy                                 | I poł. XIX w.                                                |
| 25                                                           | - dom mieszkalny - stodoła                                   | koniec XIX w. 1820                                           |
| 33                                                           | dom mieszkalny                                               | II poł. XIX w.                                               |
| 34                                                           | - dom mieszkalny - stodoła I - budynek gospodarczy           | około poł. XIX w.                                            |
| 37                                                           | Dom mieszkalny                                               | II poł. XIX w.                                               |
| 42                                                           | dom mieszkalny                                               | 1810, koniec XIX w.                                          |
| 43                                                           | dom mieszkalno – gospodarczy                                 | III ćw. XIX w.                                               |
| 44                                                           | dom mieszkalny                                               | III ćw. XIX w.                                               |
| 45                                                           | dom mieszkalny                                               | I ćw. XIX w.                                                 |
| 46                                                           | - budynek mieszkalno – gospodarczy - budynek gospodarczy     | 1843 1832                                                    |
| 48                                                           | dom mieszkalno – gospodarczy                                 | I poł. XIX w.                                                |
| 49                                                           | - dom mieszkalny - obora - stodoła                           | koniec XIX w. I poł. XIX w. 1829                             |
| 52                                                           | dom mieszkalny                                               | III ćw. XIX w.                                               |
| 54                                                           | dom mieszkalny                                               | IV ćw. XIX w.                                                |
| 54                                                           | magazyny RSP                                                 | koniec XIX w.                                                |
| 59                                                           | - dom mieszkalny - stodoła I, II i III - brama               | II poł. XIX w. 1801                                          |
| 71                                                           | dom mieszkalno – gospodarczy                                 | III ćw. XIX w. 1907 – dach                                   |
| 74                                                           | dom mieszkalno – gospodarczy                                 | I poł. XIX w.                                                |
| 75                                                           | dom mieszkalno – gospodarczy                                 | I poł. XIX w.                                                |
| 76                                                           | dom mieszkalno – gospodarczy                                 | 1861                                                         |
| 78                                                           | dom mieszkalno – gospodarczy                                 | II poł. XIX w.                                               |
| 87                                                           | dom mieszkalno – gospodarczy                                 | II poł. XIX w.                                               |
| 89                                                           | dom mieszkalno – gospodarczy                                 | I ćw. XIX w.                                                 |
| 92                                                           | dom mieszkalno – gospodarczy                                 | I ćw. XIX w.                                                 |
| 94                                                           | dom mieszkalny                                               | I poł. XIX w.                                                |
| 95                                                           | dom mieszkalny                                               | 1840                                                         |
| 96                                                           | dom mieszkalny                                               | I poł. XIX w.                                                |
| 98                                                           | dom mieszkalny                                               | pocz. XX w.                                                  |
| 101                                                          | - dom mieszkalny - stodoła                                   | III ćw. XIX w.                                               |
| 106                                                          | dom mieszkalny                                               | III ćw. XIX w.                                               |
| 106a                                                         | dom mieszkalny                                               | III ćw. XIX w.                                               |
|                                                              | młyn (kamień + cegła)                                        | II poł. XIX w.                                               |
| 110                                                          | dom mieszkalno – gospodarczy                                 | 1847                                                         |
| 111a                                                         | dom mieszkalno – gospodarczy                                 | 1867                                                         |
| 113                                                          | dom mieszkalno – gospodarczy                                 | I ćw. XIX w.                                                 |
| 114                                                          | dom mieszkalno – gospodarczy                                 | I ćw. XIX w.                                                 |
| 116                                                          | - budynek mieszkalny - budynek gospodarczy                   | 1825                                                         |
| 123                                                          | dom mieszkalny                                               | I poł. XIX w.                                                |
| 125                                                          | - dom mieszkalny - stodoła                                   | I poł. XIX w.                                                |
| 129                                                          | dom mieszkalno – gospodarczy                                 | 1882                                                         |
| 130                                                          | - budynek mieszkalno – gospodarczy - stodoła                 | II ćw. XIX w. IV ćw. XIX w.                                  |
| 135                                                          | dom mieszkalny                                               | I poł. XIX w.                                                |
| 140                                                          | dom mieszkalny                                               | 1833                                                         |
| 141a                                                         | dom mieszkalno – gospodarczy                                 | I poł. XIX w.                                                |
| 142                                                          | dom mieszkalno – gospodarczy                                 | I poł. XIX w.                                                |
| 144                                                          | - dom mieszkalny - stodoła                                   | I poł. XIX w.                                                |
| 145                                                          | dom mieszkalno – gospodarczy                                 | I ćw. XIX w.                                                 |
| 153                                                          | dom mieszkalny                                               | lata 20. XX w.                                               |
| 154                                                          | dom mieszkalny                                               | I ćw. XIX w.                                                 |
| 155                                                          | dom mieszkalny                                               | 1877                                                         |
| 156                                                          | dom mieszkalny                                               | II poł. XIX w.                                               |
| 157                                                          | - dom mieszkalny - stodoła                                   | 1866 II poł. XIX w.                                          |
| 158                                                          | - dom mieszkalny - stodoła                                   | III ćw. XIX w. I ćw. XIX w.                                  |
| 161                                                          | dom mieszkalny                                               | II poł. XIX w.                                               |
| 162                                                          | dom mieszkalny                                               | I poł. XIX w.                                                |
| 163                                                          | dom mieszkalno – gospodarczy                                 | 1840                                                         |
| 167                                                          | dom mieszkalny                                               | 1869                                                         |
| 169                                                          | dom mieszkalny                                               | IV ćw. XIX w.                                                |
| 170                                                          | - dom mieszkalny - budynek gospodarczy                       |                                                              |
| 172                                                          | dom mieszkalno – gospodarczy                                 | II ćw. XIX w.                                                |
| 180                                                          | dom mieszkalny                                               | I ćw. XIX w.                                                 |
| 185                                                          | dom mieszkalny                                               | III ćw. XIX w.                                               |
| 186                                                          | dom mieszkalny                                               | I ćw. XIX w.                                                 |
| 187                                                          | dom mieszkalny                                               | 1803, 1904                                                   |
| 191                                                          | dom mieszkalny                                               | I ćw. XIX w.                                                 |
| 192                                                          | dom mieszkalny poczta                                        | IV ćw. XIX w.                                                |
| 193                                                          | dom mieszkalny                                               | I ćw. XIX w.                                                 |
| 194                                                          | dom mieszkalny ośrodek zdrowia                               | I ćw. XIX w.                                                 |
| 196                                                          | dom mieszkalny                                               | II–III ćw. XIX w.                                            |
| 197                                                          | dom mieszkalny sklep spożywczy                               | I ćw. XIX w.                                                 |
| 199                                                          | dom mieszkalny                                               | III ćw. XIX w.                                               |
| 200                                                          | dom mieszkalny                                               | I ćw. XIX w.                                                 |
|                                                              | wapiennik                                                    | XVIII/XIX w.                                                 |

### Inne obiekty

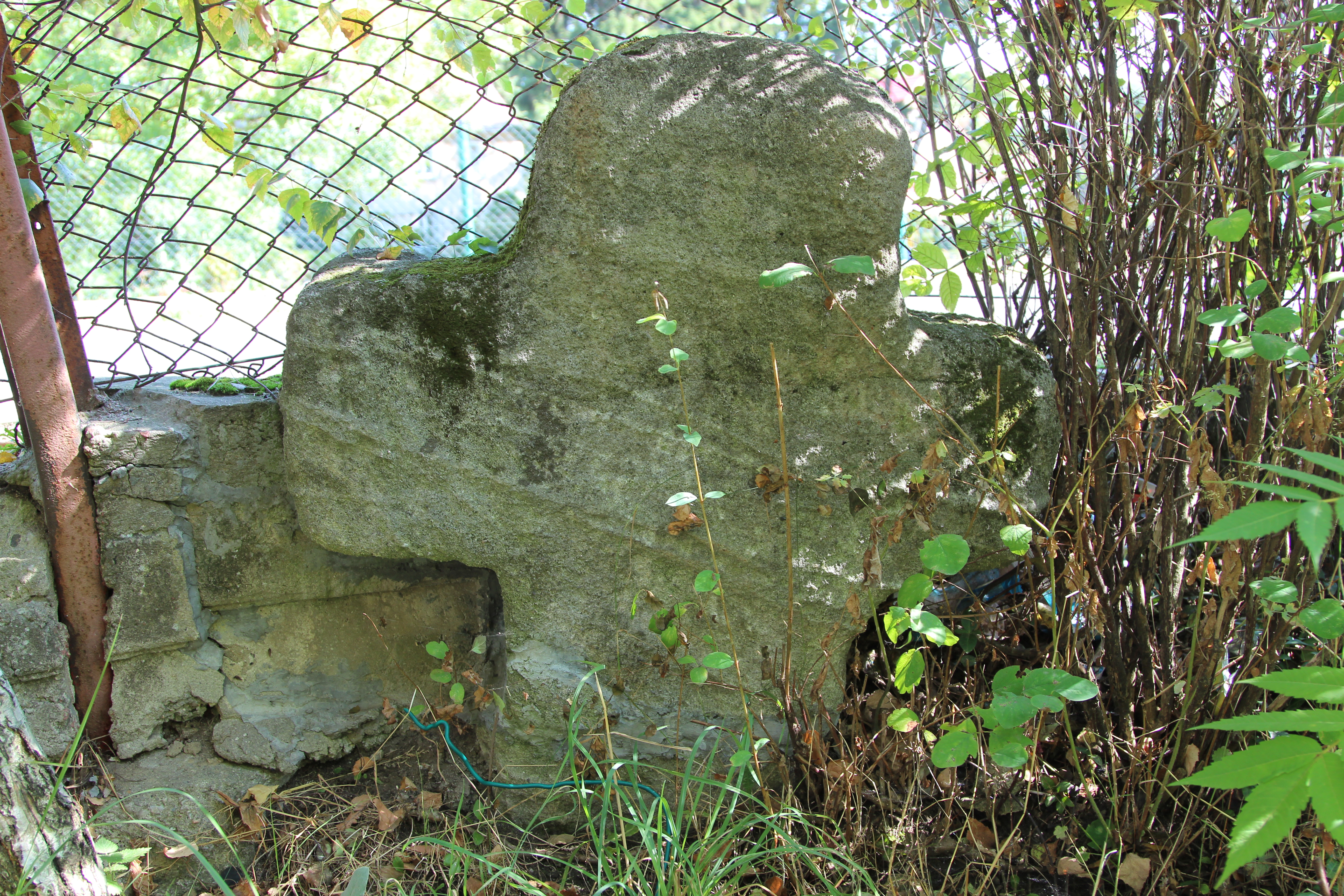
Krzyż kamienny.

- barokowa kamienna figura św. Jana Nepomucena[53]
- wiadukt kolejowy z XIX wieku[51]

### Zniszczone obiekty
- kościół ewangelicki – barokowy kościół z 1790, z neogotycką wieżą z 1884 projektu architekta bolesławieckiego Petera Gansela[49] (autor przebudowy zamków w Przemkowie, Kliczkowie i Grodziec[54]), bliźniaczo podobną do wieży kościoła Matki Boskiej Nieustającej Pomocy w Bolesławcu, z zegarem z czterema tarczami i 4 dzwonami kościelnymi[54]. Po 1945 nieużytkowany, rozebrany w latach 70. XX-wieku[49][55]. Ołtarz główny w latach 70. został przeniesiony do kościoła Podwyższenia Krzyża w Sędzimirowie, gdzie spłonął w wyniku pożaru w 1980[56], organy zostały w 1946 przeniesione do Wrocławia, a piszczałki i basy zostały wstawione do organów kościoła św. Michała Archanioła w Raciborowicach Górnych[54], kamienie z rozbiórki zostały użyte do budowy przystanku autobusowego przy drodze do Jurkowa[56], a z kościoła pozostała łąka z pojedynczymi kamieniami[55].
- cmentarz ewangelicki – okalający kościół, w latach 80. XX wieku[57] przez cmentarz, bez ekshumacji, wybudowano drogę do trzech nowych bloków dla pracowników cementowni, z cmentarza pozostał jedynie fragment muru[55].
- pomnik wojenny bohaterów wojny francusko-pruskiej – pomnik odlany z cynku i pokryty brązem przedstawiał stojąca na kilkometrowym cokole z piaskowca postać „Germanii” z mieczem w ręku i pochyloną głową oraz aureolą z laurowych liści. Na cokole zostały wypisane imiona i nazwiska wszystkich poległych początkowo wojnie francusko-pruskiej, następnie dodano na ustawionych po boku tablicach nazwiska poległych w I wojnie światowej[58]. Wykonawcą cokołu był Hähnen z Kruszyna, natomiast pomnika rzeźbiarz Janda. Pomnik został rozebrany po II wojnie światowej przez żołnierzy sowieckich i wywieziony w nieznanym kierunku, natomiast rozbity cokół i tablice zakopane w pobliżu[8][59].

## Infrastruktura
Po 1989 stan infrastruktury technicznej był następujący: wieś była w całości zelektryfikowana, miała 4 km dróg twardych i 1 km sieci kanalizacyjnej.

### Infrastruktura techniczna
Raciborowice Górne są zelektryfikowane i stelefonizowane, wieś jest w zasięgu T-Mobile (2.5G i 3G UMTS900), Orange (2.5G i 3G) oraz Plus (2.5G i 3G). Cała wieś jest podłączona do sieci wodociągowej i kanalizacyjnej, również wszystkie gospodarstwa posiadają dostęp do gazociągu. Budynki mieszkalne nadal ogrzewane są w większości poprzez tradycyjne piece i kotłownie zbiorcze.

### Infrastruktura społeczna
W Raciborowicach Górnych znajduje ośrodek zdrowia, który funkcjonuje jako ośrodek niepubliczny. Realizuje świadczenia z zakresu podstawowej opieki zdrowotnej. Najbliższa apteka funkcjonuje w Raciborowicach Dolnych.
We wsi działa jednostka Ochotniczej Straży Pożarnej, która powstała w 1946 i jest jedną z czterech placówek na terenie gminy. Na wyposażeniu ma jeden wóz bojowy Star 244.

### Transport
W latach 1906–2007 w Raciborowicach Górnych znajdowała się stacja kolejowa na trasie kolejki bolesławieckiej, na trasie której prowadzono przewozy osobowe w latach 1906–1976, natomiast towarowe w latach 1906–2000.
W miejscowości znajdują się drogi powiatowe nr 2278G Iwiny – Pielgrzymka oraz odchodzące od niej we wsi drogi powiatowe 2290D Raciborowice Górne – Jurków i 2293D Raciborowice Górne – Żeliszów oraz drogi gminne.

## Gospodarka
Rozwój gospodarczy wieś zawdzięcza złożom wapienia środkowotriasowego, których eksploatacja dała początek działającej do 1992 cementowni „Podgrodzie”. Obecnie planowane są inwestycje związane z odbudową cementowni.

## Ochrona środowiska
Na terenie wsi znajduje się fragment Obszaru Chronionego Krajobrazu „Grodziec” oraz jeden pomnik przyrody dąb szypułkowy „Mamut” o obwodzie 475 cm i wysokości 17 m rosnący przy remizie strażackiej.
Raciborowice Górne są w całości skanalizowane, a ścieki pochodzenia bytowo-gospodarczego odprowadzane są siecią do mechaniczno-biologicznej oczyszczalni ścieków zlokalizowanej w Raciborowicach Dolnych o przepustowości 721 m³ na dobę.

## Kultura
We wsi działa „Stowarzyszenie Miłośników Wsi”, którego głównym celem jest rozwój oraz promocja Raciborowic (Górnych oraz Dolnych).
W miejscowości funkcjonuje świetlica wiejska, podlegająca pod Gminne Centrum Kultury w Warcie Bolesławieckiej, na terenie której znajduje się „Centrum Kształcenia Na Odległość Na Wsiach” z pracownią internetową dostosowaną dla potrzeb dla osób niepełnosprawnych.
Biblioteka publiczna im. Adama Mickiewicza założona w 1950, w której zbiorach znajduje się 21.000 książek, w tym 6.500 to książki dla dzieci i młodzieży (2015). Jej obecna siedziba znajduje się w Szkole Podstawowej im. Henryka Sienkiewicza w Raciborowicach Dolnych.
Na terenie Raciborowic Górnych działa zespół folklorystyczny „Podgrodzianki”, wykonujący piosenki bośniackie, bukowińskie i polskie, prowadzony przez Marię Wuzberg (2015). Zespół bierze udział w festiwalach w kraju, jak i za granicą. Przy parafii św. Michała Archanioła działa chór pod nazwą Grupa Młodzieży Katolickiej, prowadzony przez Wiesława Płotnickiego, który oprócz występów, nagrał płytę.
Wieś zdobyła wyróżnienie w konkursie organizowanym przez Urząd Marszałkowski Województwa Dolnośląskiego dla sołectw i gmin uczestniczących w Odnowie Wsi Dolnośląskiej „Piękna Wieś Dolnośląska 2010” w kategorii Najpiękniejsza Wieś Dolnośląska.

## Oświata
Edukację na poziomie przedszkolnym dzieci odbywają w Przedszkolu Publicznym w Iwinach oraz w punkcie przedszkolnym „Bajka” w Raciborowicach Dolnych, natomiast na poziomie podstawowym dzieci w Szkole Podstawowej im. Henryka Sienkiewicza w Raciborowicach Dolnych. Na etapie edukacji gimnazjalnej młodzież uczęszcza do Gimnazjum im. Jana Pawła II w Iwinach (5 km). Edukacja ponadgimnazjalna młodzieży odbywa się w Bolesławcu (16 km), gdzie zlokalizowane są wszelkie rodzaje szkół ponadgimnazjalnych.

## Sport i rekreacja
W Raciborowicach Górnych funkcjonuje Klub Sportowy „Raciborowice” założony w 1948. Drużyna piłkarska wchodząca w skład klubu gra w biało-niebieskich barwach, od 2015 w dolnośląskiej lidze okręgowej w grupie jeleniogórskiej (2016). Klub posiada boisko z trybunami o pojemności 520 miejsc.
Przez Raciborowice Górne przebiega także  pieszy szlak Bolesławiec – Wartowice – Raciborowice Górne – Lwówek Śląski.

## Polityka

### Administracja

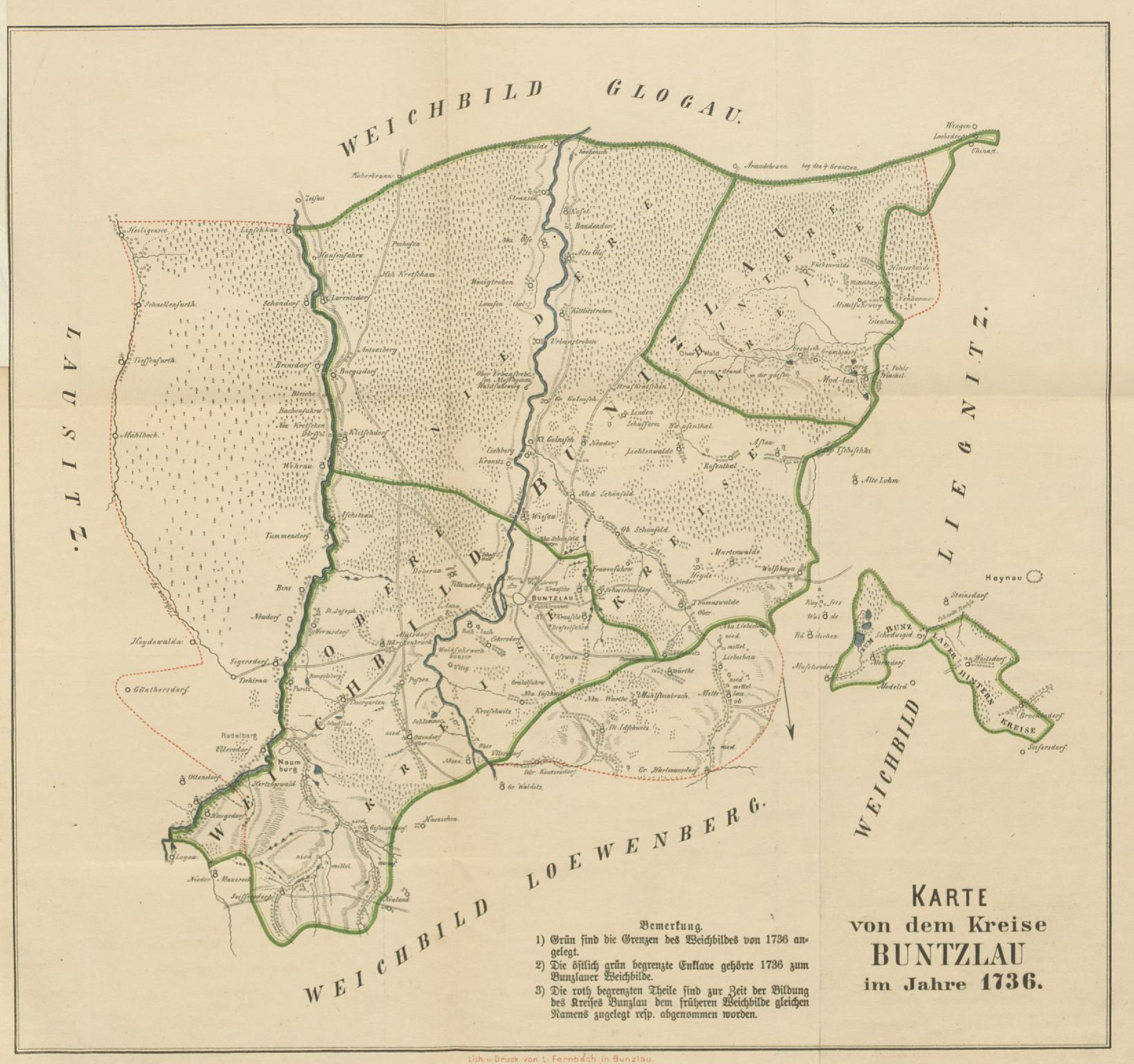
Mapa powiatu bolesławieckiego (1885)

Raciborowice Górne należą administracyjnie do gminy Warta Bolesławiecka, w powiecie bolesławieckim, w województwie dolnośląskim. Miejscowość stanowi samodzielne sołectwo. Samorząd Mieszkańców Wsi Sołectwa Raciborowice Górne działa na podstawie następujących przepisów prawnych:
- ustawy o samorządzie gminnym (ustawa z dnia 8.03.1990 z późniejszymi zmianami)[90],
- statutu Gminy Warta Bolesławiecka (uchwała NR VII/32/03 z dnia 12.06.2003 Rady Gminy Warta Bolesławiecka z późniejszymi zmianami)[91]
- statutu Sołectwa Raciborowice Górne (załącznik nr 7 do Uchwały XV/ 94/ 2000 z dnia 29.02.2000 Rady Gminy Warta Bolesławiecka z późniejszymi zmianami)[92]

W wyborach do Rady Gminy Warta Bolesławiecka sołectwo Raciborowice Górne podzielone jest na dwa okręgi wyborcze nr 7 oraz nr 8, którym przysługuje po 1 mandacie.
Do połowy XVIII wieku Raciborowice Górne leżały na terenie księstwa jaworskiego. Po wojnach śląskich weszły w skład Prus, początkowo powiatu bolesławiecko-lwóweckiego, a od 1816 do 1945 znalazły w granicach powiatu bolesławieckiego (Landkreis Bunzlau). Od 1945 do 1950 wieś należała do województwa wrocławskiego. W latach 1950–1975, zarówno przy podziale administracyjnym Polski 1950–1957, jak i przy podziale administracyjnym Polski 1957-1975 miejscowość znajdowała się w obrębie województwa wrocławskiego, w powiecie bolesławieckim. W latach 1975–1998 miejscowość administracyjnie należała do województwa legnickiego.

### Wyniki wyborów i referendum
W drugich turach wyborów prezydenckich w Raciborowicach Górnych kandydaci uzyskiwali następujące wyniki: w 2005: Lech Kaczyński – 56,06%, Donald Tusk – 43,94% frekwencja – 39,19%; w 2010: Jarosław Kaczyński – 43,79%, Bronisław Komorowski – 51,14% frekwencja – 43,39%; w 2015: Andrzej Duda – 57,94%, Bronisław Komorowski – 42,06% frekwencja – 39,76%.
W wyborach parlamentarnych do Sejmu w 2007 najwięcej głosów zdobyła Platforma Obywatelska – 57,71%, na drugim miejscu znalazło się Prawo i Sprawiedliwość – 10,81%, frekwencja wynosiła 43,18%, w 2011 roku najwięcej głosów zdobyła Platforma Obywatelska – 35,91%, na drugim miejscu znalazło się Prawo i Sprawiedliwość – 30,55%, frekwencja wynosiła 35,43%, natomiast w 2015 roku najwięcej głosów zdobyło Prawo i Sprawiedliwość – 49,02%, na drugim miejscu znalazła się Platforma Obywatelska – 22,41%, frekwencja wynosiła 34,34%.
W wyborach do parlamentu europejskiego w 2009 najwięcej głosów zdobyła Platforma Obywatelska –39,33%, na drugim miejscu znalazło się Prawo i Sprawiedliwość – 24,72%, frekwencja wynosiła 14,34%, a w 2014 najwięcej głosów zdobyło Prawo i Sprawiedliwość – 33,12%, na drugim miejscu znalazła się Platforma Obywatelska – 28,87%, frekwencja wynosiła 15,36%.
Mieszkańcy Raciborowic poparli wejście Polski do Unii Europejskiej w referendum w 2003 roku, oddając 85,2% głosów na tak, przy frekwencji 50,2%.

## Osoby związane z Raciborowicami Górnymi
- Bogusław Drożdż – ksiądz katolicki, dr hab. nauk teologicznych (teologia pastoralna) Papieskiego Wydziału Teologicznego we Wrocławiu, dr nauk teologicznych (teologia pastoralna) Katolickiego Uniwersytetu Lubelskiego Jana Pawła II.
- Cezary Przybylski – polityk i samorządowiec, w latach 2006–2014 starosta bolesławiecki, następnie marszałek województwa dolnośląskiego.